# 敞開心扉
《敞開心扉》，是日本摇滚樂團ZARD的第18張單曲和代表作之一。1996年5月6日發行。

## 簡介
發行首週以賣出33.9萬張的成績空降Oricon公信榜冠軍，最終銷量達到74.7萬張，是ZARD銷量第9高的單曲。
由於發行時正值日本黃金週，因此唱片公司提早在5月1日便發貨，留待數天之後正式發售。此消息當時由B-Gram的服務平台B-VOICE上公佈。
宣傳影片為一對外國小孩在海邊的錄像，還有坂井泉水演唱《敞開心扉》的副歌的少量錄像。直到她去世後，她在摩納哥和澳洲悉尼旅行時的影片被剪輯成此作的MV。
唱片封面設計與《搖擺的想念》一樣，使用了坂井最喜歡的藍色作為主題色。

## 收錄曲
1. 敞開心扉（心を開いて）
作詞：坂井泉水
作曲：織田哲郎
編曲：池田大介
  - 池田大介首次單獨參與ZARD單曲A面的歌曲編曲。
  - 使用這個歌名的意念是「如果我們稍微打開心窗，會發現我們對別人態度會有所改變」。
  - 據聞在《搖擺的想念》發行的時候，此作的試聽帶已經完成，不過當時放棄了發行的計劃。[2]坂井回憶起：「這首歌的試聽帶在4年前被擱置，其後在職員的幫忙下重見天日。我們一起思考和創作前奏的鋼琴演奏旋律，最後由池田先生把這些想法整合。」[注 1]
  - 製作時，正值齊柏林飛船的音訊工程師Andy Johns到日本參與同公司的B'z單曲《Real Thing Shakes》的製作。最終公司也成功邀請到對方為此作進行混音，對鼓聲的部份進行數位化處理，使該聲效更有動感。他之後也參與了《沉睡》（專輯《TODAY IS ANOTHER DAY》版本）和專輯《與你的Distance》裏的歌曲《向月亮許願》的混音工作。[3]
  - 被用作1996年寶礦力水得的廣告歌曲，其另一代表作《搖擺的想念》也曾被用作該品牌在1993年的廣告歌。另外，坂井本人作詞的作品，包括DEEN《不要轉移視線》和FIELD OF VIEW《突然》都相繼成為該品牌在1994年和1995年的廣告歌曲。織田哲郎表示：「這首歌旋律上本身沒有什麽特別，坂井小姐為本作寫的歌詞也很樸素，普通的音樂總監可能會認為很難把此作的潛力完全發揮。但是最終歌曲能以這種方式（寶礦力水得廣告歌曲）呈現在公衆面前讓我喜出望外。」
  - 悼念專輯《ZARD Request Best 〜beautiful memory〜》發行前的歌迷投票中，此曲高居第6位，可見此作的人氣之高。該專輯收錄的版本為悼念演唱會《What a beautiful memory 2007》的現場錄音。
  - FIELD OF VIEW的主唱淺岡雄也曾經表示這是他最喜歡的ZARD歌曲。
2. Change my mind （Change my mind）
作詞：坂井泉水
作曲：栗林誠一郎
編曲：葉山武
  - 歌曲主題為一段三角關係，栗林纖細的作曲和旋律風格在此作得到體現。
3. 敞開心扉（Original Karaoke）
作詞：坂井泉水
作曲：織田哲郎
編曲：池田大介
4. Change my mind（Original Karaoke）
作詞：坂井泉水
作曲：栗林誠一郎
編曲：葉山武